# Konkursret
Konkursret er den juridiske disciplin, som vedrører retsregler og betingelser for konkurs og kreditorernes prioritetsstilling i konkursordenen; regler for konkursordenen findes kapitel 10 i konkursloven (KL). Omstødelse af den insolvente persons dispositioner efter, at konkursdekretet er afsagt, hører også til konkursret; regler for omstødelse findes i kapitel 8 i konkursloven. Der findes skærpede krav for dispositioner, som er til fordel for skyldners nærtstående. Inden det kommer til en konkurs er det muligt gennemføre den redningsproces, som betegnes rekonstruktion. Efter konkurs kan der være mulighed for, at skyldner kan opnå gældssanering; blandt betingelserne for at kunne få gældssanering er, at gælden skal være håbløs.

## Konkursretlige begreber
- Cherry picking betegner det, at et konkursbo kan vælge at indtræde i nogle aftaler, som den konkursramte debitor har stiftet inden konkursdekretet; mens kurator på konkursboets vegne kan vælge at ikke at indtræde i andre aftaler, jf. KL § 55, stk. 1.[9] Belæg for begrebets anvendelse findes disse to kilder: "Konkursboet kan "ikke vælge at indtræ de i de lukrative enkeltforretninger om fattet af en rammeaftale, der indeholder en slutafregningsaftale (såkaldt »cherry-picking«)";[10] begrebet cherry picking er også nævnt i Lovforslag nr. L 71, som blev fremsat den 9. november 1995 af erhvervsministeren (Mimi Jakobsen).
- Interpellationsret betegner en medkontrahents ret til at få svar på, om konkursboet vil indtræde i den gensidigt bebyrdende kontrakt, som kontraktpartneren ikke nåede at opfylde, inden konkursen indtraf;[11] jf. KL § 55, stk. 2.[12] Men konkursboet vælger selv, om konkursboet vil indtræde i en gensidigt bebyrdende aftale, jf. KL § 55, stk. 1.[9]
- Konkursordenen, efter konkursloven kapitel 10, ser ud som følger:[13]

1. massekrav, jf. KL § 93
2. sekundære massekrav, jf. KL § 94
3. privilegerede lønkrav, jf. KL § 95
4. privilegerede afgiftskrav, jf. KL § 96
5. simple krav, jf. KL § 97
6. renter efter konkursdekretet, jf. KL § 98, nr. 1
7. visse bødekrav, jf. KL § 98, nr. 2
8. krav ifølge gaveløfter, jf. KL § 98, nr. 3

- Omstødelse betegner, at "gyldige dispositioner kan ophæves, hvis de har formindsket aktivmassen eller forøget gælden eller medført en anden fordeling mellem kreditorerne end konkursordenen."[14]
- Skyldners nærtstående er defineret i KL § 2.[15]
- Begrebet fristdag er fastslået i KL § 1.[16]
- Konkursmassen er fastlagt i KL § 32.[17]
- KL § 82 indeholder bestemmelse om separatister.[18]